# Roland Andersson
Roland Andersson (* 28. März 1950 in Malmö) ist ein ehemaliger schwedischer Fußballspieler und derzeitiger -trainer. Der Abwehrspieler gewann als Spieler mehrere Titel in Schweden und lief für die schwedische Nationalmannschaft auf.

## Werdegang

### Spielerkarriere
Andersson spielte in seiner Jugend bei Kävlinge GIF. 1968 wechselte er zu Malmö FF. Mit dem Klub wurde er drei Mal schwedischer Landesmeister und holte zweimal den Svenska Cupen. Im Januar 1975 wechselte er zum Ligarivalen Djurgårdens IF, für den er zwei Spielzeiten aktiv war. 1977 kehrte er zu MFF zurück und wurde ein weiteres Mal Meister. Darüber hinaus wurde noch zweimal der Pokal gewonnen und das Finale im Europapokal der Landesmeister 1978/79 erreicht. 1983 beendete er seine aktive Laufbahn.
Andersson wurde 19 Mal in die schwedische Nationalmannschaft berufen. Er gehörte bei der Weltmeisterschaft 1978 zum Kader der Landesauswahl.

### Trainerlaufbahn
Direkt im Anschluss an sein Karriereende wurde Andersson Trainer in der Jugend von MFF. 1985 wechselte er zu Al-Ittihad nach Saudi-Arabien, den er bis 1987 betreute. 1988 bis 1990 war er Trainer von Lunds BK. 1991 kehrte er als Trainerassistent zu Malmö FF zurück. 1993 übernahm er noch einmal den Al-Ittihad, ehe er wieder Assistent bei MFF wurde.
1995 ging Andersson ins Ausland und betreute den Qatar Sports Club. Anschließend ging er in die Schweiz zu BSC Young Boys. 1998 kehrte er nach Schweden zurück und wurde Cheftrainer bei Malmö FF. Nach einer Pause zwischen 1999 und 2002 kehrte er in den arabischen Raum zurück und betreute Al-Shaab aus den Vereinigten Arabischen Emiraten. Zuvor hatte er im Sommer 2002 Sven-Göran Eriksson, den Trainer der englischen Nationalmannschaft, als Spielbeobachter bei der Weltmeisterschaft 2002 unterstützt.
Im Anschluss an die Europameisterschaft 2004 wurde Andersson Assistenztrainer von Lars Lagerbäck bei der schwedischen Nationalmannschaft, nachdem Tommy Söderberg als dessen Partner aufhörte. Die von ihm betreute Auswahl qualifizierte sich für die Weltmeisterschaft 2006 und die Europameisterschaft 2008. Aufgrund seiner Arbeit war er zwischenzeitlich als Assistenztrainer von Eriksson bei Manchester City im Gespräch. Nach der verpassten Qualifikation zur Weltmeisterschaft 2010 trat er zusammen mit Lagerbäck im Oktober 2009 von seinem Amt zurück.
Im Februar 2010 folgte Andersson als Assistenztrainer Lagerbäck, als dieser die Betreuung der nigerianischen Nationalmannschaft übernahm.

## Erfolge
- Schwedischer Meister: 1970, 1971, 1974, 1977
- Schwedischer Pokalsieger: 1973, 1974, 1977, 1980